# Phyllodromica megerlei
Phyllodromica megerlei es una especie de cucaracha del género Phyllodromica, familia Ectobiidae. Fue descrita científicamente por Fieber en 1853.
Habita en Alemania, Suiza, Eslovaquia, Checa, Austria, Italia, Eslovenia, Croacia, Serbia, Bosnia y Herzegovina, Hungría, Rumania, Moldavia y Ucrania.